# All Night Long 2: Atrocity
All Night Long 2: Atrocity – japoński horror z 1995 roku, kontynuacja All Night Long. Twórcą filmu ponownie jest Katsuya Matsumura.

## Fabuła
Shun'ichi Noda pada ofiarą gangu, który chce wyłudzić od niego pieniądze. Wzbudza zainteresowanie homoseksualnego szefa grupy. Wraz z rozwojem fabuły główny bohater spotyka się z dwoma nieznanymi sobie nastolatkami (myślał, że spotka się z tzw. Good Manem, z którym kontaktował się przez internet, jednak został przez niego oszukany). Udaje się z nimi do swojego domu. Wkrótce przybywa młoda kobieta, dziewczyna jednego z nowo poznanych przez Shun'ichi'ego nastolatków. Kolejnymi osobami, która odwiedzają jego dom są członkowie gangu, któremu ma zapłacić pieniądze. Kiedy zauważają obuwie dziewczyny postanawiają wejść do środka...